# 부희
부희(傅喜, ? ~ 9년)는 전한 말기의 관료이자 외척으로, 자는 치유(稚游)이며 하내군 온현(溫縣) 사람이다. 원제의 측실 부소의의 종제이다.

## 생애
젊어서부터 학문을 익혔고, 뜻이 드높았다. 수화 원년(기원전 8년)에 성제가 정도왕 유흔을 황태자로 책봉한 후 태자중서자(太子中庶子)가 되었고, 이듬해에 유흔이 즉위하면서(애제) 위위·우장군을 역임하였다.
이때 대사마 왕망이 물러났는데, 사람들은 부희가 뒤를 잇기를 바랐다. 그러나 부희의 종제 부안이 애제의 장인이었고, 또 애제의 외삼촌 정명도 있었기 때문에, 부희는 병을 핑계로 사양하였다. 결국 애제는 좌장군 사단을 대사마에 임명하고, 부희의 장군 인수를 거두고, 황금 백 근과 함께 광록대부의 지위에 두어 치료에 전념하게 하였다. 그러나 대사공 하무·상서령 당림은 부희를 기용할 것을 상주하여, 결국 건평 원년(기원전 6년) 대사마가 되고 고무후(高武侯)에 봉해졌다.
애제의 외척 정(丁)씨·부씨는 부희를 질투하였고, 또 부희는 황태후의 존호를 원하던 부태후를 공광·사단과 함께 제지하였기 때문에, 그녀의 미움을 받았다. 애제는 어쩔 수 없이 일단 사단을 파면하고, 부희로 하여금 재고할 시간을 주었다. 그러나 부희는 뜻을 굽히지 않았고, 결국 애제는 부희도 파면하였다. 부태후는 부희가 조정에 나오는 것조차 금하였고, 봉국으로 쫓아냈다.
원수 2년(기원전 1년), 애제가 붕어하고 평제가 즉위하였다. 권력을 되찾은 왕망은 부씨 일족의 관작을 추탈하였는데, 부희만은 예전에 부태후에 맞섰기 때문에 도리어 조정에 불러들여 특진의 지위를 주었다. 부희는 비록 포상을 받았지만 두려워하였고, 봉국으로 돌아갔다.
고무정후 15년(9년), 천수를 누리고 죽었다. 시호를 정(貞)이라 하였고, 아들 부경이 작위를 이었다.

## 출전
- 반고, 《한서》
  - 권18 외척은택후표
  - 권19하 백관공경표 下
  - 권82 왕상사단부희전

| 전임 조현 | 전한의 위위 기원전 7년 | 후임 왕공 |

| 전임 왕함 | 전한의 우장군 기원전 7년 | 후임 팽선 |

| 전임 사단 | 전한의 대사마 기원전 6년 4월 정유일 ~ 기원전 5년 2월 정축일 | 후임 정명 |

| 선대 (첫 봉건) | 전한 ~ 신의 고무후 기원전 6년 정월 정유일 ~ 기원후 9년 | 후대 아들 부경 |